# Stadion MOSiR Krosno
Stadion MOSiR Krosno – stadion piłkarsko-żużlowy w Krośnie.
Został otwarty w 1951 roku. Obiekt użytkowany jest przez piłkarzy klubu Karpaty Krosno oraz żużlowców Wilków Krosno. Długość toru żużlowego na stadionie wynosi 396 m (do 2017 r. było to 398 m), jego szerokość na prostych to 12,5 m, a na łukach 17,5 m. Jest to najdłuższy tor żużlowy w Polsce.

## Historia
Budowa nowego stadionu w Krośnie rozpoczęła się w 1949 roku, a uroczyste otwarcie miało miejsce 22 lipca 1951 roku. Boisko piłkarskie otoczono bieżnią, na której jeszcze przed otwarciem obiektu, w 1950 roku rozegrano pierwsze zawody żużlowe. Jesienią 1956 roku powstała sekcja żużlowa Legii Krosno, która w następnym roku przystąpiła do rozgrywek ligowych; w tym czasie z toru w Krośnie korzystali również żużlowcy AMK Kraków oraz Unii Tarnów, którzy wówczas nie posiadali własnych torów (zarówno tor w Krakowie, jak i w Tarnowie zostały oddane do użytku w 1957 roku). W 1969 roku drużyna żużlowa (wówczas jako Karpaty Krosno) zawiesiła działalność, w związku z czym zawodów żużlowych na obiekcie nie rozgrywano do lat 80. XX wieku, kiedy to powstał KKŻ Krosno (a po nim kolejno ŻKS Krosno, KSŻ Krosno, KSM Krosno i Wilki Krosno). W swojej historii żużlowcy z Krosna występowali dotąd najwyżej na zapleczu Ekstraligi, tak jak piłkarze Karpat, których największym osiągnięciem jest 4. miejsce w tabeli II grupy w II lidze sezonu 1992/1993. Od 2017 nawierzchnię żużlową zastąpiono nawierzchnią z piaskowca cergowskiego. 16 września 2017 roku na stadionie rozegrano finał Drużynowych Mistrzostw Europy Juniorów. W roku 2022 na obiekcie odbył się jeden z finałów żużlowych Indywidualnych Mistrzostw Polski.
W związku z dostosowaniem stadionu do wymogów żużlowej I ligi, w roku 2021 wybudowano maszty oświetleniowe. Obiekt zyskał nowy sektor trybun od strony północno-wschodniej. Zamontowano także krzesełka dla kibiców od strony rzeki Wisłok. Między sezonami 2022 i 2023, dostosowując stadion do wymogów PGE Ekstraligi, od strony południowej wybudowano trybunę wraz z infrastrukturą. Rozbudowano również park maszyn. Zamontowano nową wieżyczkę sędziowską, bandę absorpcyjną na prostych oraz telebim. Po rozbudowie pojemność obiektu wzrosła do 7000 widzów.